# Phyllachora lepida
Phyllachora lepida är en svampart som beskrevs av Syd. & P. Syd. 1910. Phyllachora lepida ingår i släktet Phyllachora och familjen Phyllachoraceae.   Inga underarter finns listade i Catalogue of Life.